# Hary Prinz
Hary Prinz (* 6. August 1965 in Wien) ist ein österreichischer Theater- und Filmschauspieler.

## Werdegang
Nach der Matura begann Hary Prinz ein Studium der Geschichte, Biologie und Psychologie in Wien. Inspiriert durch Auftritte mit seiner eigenen Kabarettgruppe, absolvierte er von 1988 bis 1991 erfolgreich eine Schauspielausbildung am Wiener Franz Schubert Konservatorium.
Einem festen Engagement am Burgtheater in Wien von 1990 bis 1992 folgten weitere am Stadttheater St. Gallen, Volkstheater, Schauspielhaus, erneut Burgtheater und Theater Gruppe 80 (1996 bis 1999) in Wien.
Darüber hinaus ist Hary Prinz seit 1997 regelmäßig in deutschsprachigen und internationalen Film- und Fernsehproduktionen zu sehen. Für seine Nebenrolle als Kurt Raab in Oskar Roehlers Spielfilm Enfant Terrible erhielt er 2021 eine Nominierung für den Deutschen Filmpreis.
Hary Prinz ist Mitglied der Akademie des Österreichischen Films.

## Filmografie

### Kino
- 1995: Der Schatten des Schreibers – Regie: Niki List
- 1999: In Heaven – Regie: Michael Bindlechner
- 2000: Die Fremde
- 2002: Andreas Hofer – Die Freiheit des Adlers
- 2003: Der Poet (The Poet) – Regie: Paul Hills
- 2003: Der Bockerer IV – Prager Frühling
- 2004: Von bis (Kurzfilm) – Regie: Peter Jaitz
- 2004: Antares
- 2006: Fallen
- 2009: Hilde
- 2015: Das ewige Leben
- 2015: Beautiful Girl
- 2016: Mein Fleisch und Blut
- 2017: Aurora Borealis – Nordlicht (Aurora Borealis: Északi Fény)
- 2020: Enfant Terrible

### Fernsehen (Auswahl)
- 2001–2020: SOKO Kitzbühel (Fernsehserie, verschiedene Rollen, 4 Folgen)
- 2001: Die Erpressung – Ein teuflischer Plan
- 2003: Schwabenkinder
- 2003: Der letzte Zeuge (Fernsehserie, Folge Im Schatten stirbt man nicht)
- 2003: Diner for Two
- 2003: Kommissar Rex (Fernsehserie, Folge Nina um Mitternacht)
- 2004: Al di là delle frontiere (Beyond the Borders)
- 2005: Margarete Steiff
- 2006: Im Zeichen des Drachen (La moglie cinese)
- 2006: Tatort: Tödliches Vertrauen (Fernsehreihe)
- 2006: Die Geschworene – Regie: Nikolaus Leytner
- 2006–2016: SOKO Donau (Fernsehserie, verschiedene Rollen, 6 Folgen)
- 2007: Das Traumhotel – Afrika (Fernsehreihe)
- 2007: Krieg und Frieden (Fernsehvierteiler)
- 2008: Der erste Tag – Regie: Andreas Prochaska
- 2009: Bis an die Grenze
- 2010: Vier Frauen und ein Todesfall – Fensterlsturz
- 2010: Die Liebe kommt mit dem Christkind
- 2010: Vermisst – Alexandra Walch, 17
- 2011: Isenhart – Die Jagd nach dem Seelenfänger
- 2011: Cinderella – Ein Liebesmärchen in Rom (Cenerentola, Fernsehzweiteiler)
- 2011: Der Alte (Fernsehserie, Folge Kaltes Grab)
- 2011: Weihnachtsengel küsst man nicht
- 2011: Der Wettbewerb (Fernsehfilm)
- 2012: Die Rache der Wanderhure
- 2012: Rommel
- 2014: Die Kraft, die Du mir gibst (Fernsehfilm)
- 2014: Der Kriminalist (Fernsehserie, Folge Luna ist tot)
- 2014: SOKO Leipzig (Fernsehserie, Folge Besessen)
- 2014: Tag der Wahrheit
- seit 2014: Landkrimi (Fernsehreihe)
  - 2014: Die Frau mit einem Schuh
  - 2014: Steirerblut
  - 2018: Steirerkind
  - 2019: Steirerkreuz
  - 2020: Steirerwut
  - 2021: Steirertod
  - 2021: Steirerrausch
  - 2022: Steirerstern
  - 2022: Steirergeld
  - 2023: Steirerangst
  - 2023: Steirerschuld
  - 2024: Steirergift
  - 2024: Steirermord
- seit 2014: Die Toten vom Bodensee (Fernsehreihe) → siehe Besetzung
- 2015: Das Dorf des Schweigens
- 2016: Die Toten von Salzburg (Fernsehreihe)
- 2016: Hattinger und der Nebel (Fernsehreihe)
- 2016: Spuren des Bösen: Liebe (Fernsehreihe)
- 2017: Königin der Nacht
- 2017: Helen Dorn: Verlorene Mädchen (Fernsehreihe)
- 2017: Tödliche Geheimnisse – Jagd in Kapstadt (Fernsehreihe)
- 2017: Stadtkomödie – Herrgott für Anfänger (Fernsehreihe)
- 2017: Familie mit Hindernissen
- 2018: In Wahrheit: Jette ist tot (Fernsehreihe)
- 2018: Trauung mit Hindernissen (Fernsehfilm)
- 2018: Erik & Erika
- 2019: Der beste Papa der Welt (Fernsehfilm)
- 2020: Eltern mit Hindernissen (Fernsehfilm)
- 2020: Unter anderen Umständen: Lügen und Geheimnisse (Fernsehreihe)
- 2021: Risiken und Nebenwirkungen
- 2024: Tatort: Deine Mutter

## Theaterrollen (Auswahl)
- Richard von Gloucester in Richard III. von William Shakespeare, Stadttheater St. Gallen
- Mercutio in Romeo und Julia von William Shakespeare, Stadttheater St. Gallen
- Thurming in Höllenangst von Johann Nestroy, Theater Gruppe 80 Wien
- Hamlet in Hamlet von William Shakespeare, Theater Gruppe 80 Wien
- Anselm in Der Schwärmer von Robert Musil, Theater Gruppe 80 Wien
- Yang Sun in Der gute Mensch von Sezuan von Bertolt Brecht
- Dorante in Der Bürger als Edelmann von Molière
- Titelrolle in Torquato Tasso von Johann Wolfgang von Goethe